# Erosió cervical
Una erosió cervical  o  ectropi cervical, és una condició en la que la central (endocervical) epiteli cilíndric sobresurt a través de l'orifici extern del cèrvix i cap a la porció vaginal del coll de l'úter, patint una metaplàsia escatosa, transformant-se en epiteli escatós estratificat. Tot i que no és una anomalia, és indistingible de principis de càncer cervical, per tant, calde realitzar més estudis de diagnòstic diferencial (per exemple, Papanicolau, biòpsia, etc...

## Formació
La unió escatosa, on l'epiteli columnar secretora de l'endocèrvix s'uneix a l'escatós estratificat que cobreix part del exocérvix, i que es troba a l'orifici extern abans de la pubertat. Atès que els nivells d'estrogen augmenten durant la pubertat, l'orifici cervical s'obre, exposant l'epiteli columnar endocervical cap al exocérvix. Aquesta zona de cèl·lules columnars de l'ectocérvix forma una àrea que és de color vermell i cru en aparença, anomenat "ectropi cervical" (o erosió cervical). Llavors s'exposa l'ambient àcid de la vagina i, a través d'un procés de metaplàsia escatosa, es transforma en epiteli escatós estratificat

## Causes
L'erosió cervical és un fenomen normal, especialment en la fase ovulatòria en les dones més joves, durant l'embaràs i en dones que prenen la píndola anticonceptiva oral, que fa que augmenti el nivell d'estrogen total al cos També pot ser un problema congènit per la persistència de la unió escamós que normalment està present abans del naixement. A més, pot ser causat per la cicatrització de l'orifici cervical extern durant el coit vaginal.
La cervicitis mucopurulenta pot augmentar la mida de l'erosió cervical

## Símptomes
L'erosió cervical pot estar associada amb una excessiva però no purulenta descàrrega vaginal per raó de la major superfície de l'epiteli columnar que contenen les glàndules secretores de moc. També es pot donar en un sagnat post-coital, quan els vasos sanguinis fins presents a l'epiteli columnar són fàcilment traumatitzats.

## Tractament
En general, el tractament no està indicat per ectropis cervicals clínicament asimptomàtics. La teràpia hormonal normalment pot estar indicada per l'erosió simptomàtica. Si arriba a ser molest per al pacient, es pot intentar deixar els anticonceptius orals o mitjançant l'ús d'un tractament d'ablació amb anestèsia local. L'ablació implica l'ús d'una sonda preescalfada (a 100 graus Celsius) per destruir 3-4mm de l'epiteli.
PostpartÉs necessari fer un control amb observació i reexamen de l'erosió durant els 3 mesos després del part.